# Nicolaes Moeyaert
Nicolaes Moeyaert, també Nicolaes Cornelisz. Moeyaert o Claes Moeyaert, (Durgerdam, 1592 - Amsterdam, 1655) fou un pintor del barroc neerlandès, especialitzat en pintura de paisatge, mitològica religiosa, retrats i de gènere.

## Biografia
L'obra d'aquest artista està influïda per Rembrandt, i com ell va utilitzar la sanguina per fer els seus dibuixos. A l'edat de 25 anys, es va casar amb Grietje Claes. Les seves obres de paisatges italianitzants venen a donar suport de la hipòtesi que hagués estat un curt temps a Itàlia. Probablement va treballar amb Pieter Lastman en el seu estudi a Amsterdam. Moeyaert va pintar nombroses escenes bíbliques i mitològiques. També va dissenyar un arc de triomf per celebrar l'arribada de Maria de Mèdici a Amsterdam, l'1 de setembre de 1638 va ser testimoni de la seva arribada a Amsterdam.
- La capa tacada de sang de Josep portada a Jacob (1624)
- Hipòcrates visita a Demòcrit. (1636)
- Josep troba la tassa en el sac de Benjamí (1627)